# Archibald Wilson
Archibald Oliver Garfield Wilson ICD OBE DFC (maio de 1921 - 4 de julho de 2014), comummente Archie Wilson, foi um piloto de caça da Rodésia que serviu na Royal Air Force durante a Segunda Guerra Mundial. Ele tornou-se um comandante sénior e, em seguida, Marechal do Ar na Força Aérea da Rodésia, durante a década de 1960 e início de 1970. Após a aposentadoria, ele cumpriu dois mandatos na Casa da Assembleia da Rodésia. Mais tarde, serviu na Câmara Alta do Parlamento do Zimbabué-Rodésia, em 1979, e depois no Parlamento do Zimbabué, em 1980. Ele realizou quatro portfólios de governo. Ele renunciou em 1982 para emigrar, com sua esposa Lorna, para a Gold Coast da Austrália em 1982. Ele se tornou cidadão da Austrália em 1988.

## Carreira na força aérea
Wilson juntou-se à Força Aérea do Sul da Rodésia em 1939.  Ele serviu na Segunda Guerra Mundial como piloto e depois como Oficial de Comando no Esquadrão N.º 238 a partir de 1943. Após a guerra, ocupou posições de comando na Força Aérea da Rodésia do Sul (mais tarde a Força Aérea da Federação da Rodésia e de Niassalândia, a Real Força Aérea da Rodésia e a Força Aérea da Rodésia). Wilson esteve envolvido na direção das operações de contra-insurgência da Rodésia em Niassalândia, no Protetorado de Áden, na Zâmbia e na Rodésia. De 1968 a 1973, foi Chefe do Estado-Maior da Rodésia quando foi o arquiteto da reestruturação da Força Aérea da Rodésia. Ele se aposentou do serviço da Força Aérea em 1973.

## Política
Como membro da Frente Rodesiana de Ian Smith, Wilson foi eleito para a Casa da Assembleia como membro de Arundel na eleição geral da Rodésia, em 1974. Ele manteve o seu assento durante a eleição geral de 1977.